# Paul Arnold Grun
Paul Arnold Grun (* 30. Juni 1872 in Stettin; † 14. März 1956 in Göttingen) war ein deutscher Genealoge und Autor.

## Leben und Werk
Grun entstammte als Sohn des Hauptmanns Paul Hugo Grun und dessen Frau Anna einer Familie aus Schlesien. Er besuchte Gymnasien in Neiße und Liegnitz sowie die Begabtenföderschule Landesschule Pforta, bevor er an der Ritterakademie Liegnitz sein Abitur ablegte.
1893 trat er in Glogau in das zur 9. Division gehörende 3. Posensche Infanterie-Regiment Nr. 58 ein. Bis Kriegsbeginn 1914 war er zum Hauptmann und Kompaniechef beim 2. Kurhessischen Infanterie-Regiment Nr. 82 in Göttingen befördert worden. Göttingen sollte fortan seine Wahlheimat werden. In der Nacht auf den 6. August 1914 wurde er bei der Führung seiner 10. Kompanie bei der Erstürmung von Fort Boncelles bei Lüttich schwer verwundet und lag mehr als zwölf Stunden unbehandelt auf dem Schlachtfeld. Trotz späterer Beschwerden wurde er weiter verwendet und erst 1919 für felddienstunfähig erklärt. Zum 1. April 1924 wurde er als Regierungsrat in den Ruhestand versetzt, zuletzt in der Alten Kaserne am Geismartor im Versorgungsamt tätig.
Schon früh hatte Grun eine Leidenschaft für die Historischen Hilfswissenschaften Genealogie, Heraldik und Schriftkunde. 1904 und 1906 veröffentlichte er Arbeiten über die Entwicklung des großen preußischen Staatswappens und zur Schlesischen Heraldik. Seine zeichnerischen Fähigkeiten stellte er 1905 mit der in Fachkreisen als „bedeutend“ bezeichneten Arbeit über die Wappen und Zünfte in Prag (1347) unter Beweis.
Am 7. August 1926 gehörte er zu den Gründern einer familienkundlichen Vereinigung, auf deren erster ordentlichen Sitzung er zum Vorsitzenden ernannt wurde. Dieses Amt hatte er für fast 25 Jahre inne. Der Verein nannte sich „Göttinger Genealogischer Abend“ in Anlehnung an den bedeutenden „Hallischen Genealogischen Abend“. In den ersten Jahren bestimmte Grun mit zahlreichen Fachvorträgen zu den Historischen Hilfswissenschaften die innere Richtung des Vereins. Neben Themen wie „Latein in Kirchenbüchern“ oder „Die lateinischen und deutschen Abkürzungen im späten Mittelalter und in der Neuzeit“ griff er mit „Familienforschung und Vererbungslehre“ auch damals aktuelle Fragen auf. Versuche einer Gleichschaltung der Göttinger Genealogen während der nationalsozialistischen Herrschaft konnten verhindert werden. Auch im Ruhestand war er weiter unermüdlich tätig. Ab 1946 firmierte der Verein unter „Göttinger Genealogisch-Heraldische Gesellschaft“ ganz unter den Zeichen Gruns. Grun war darüber hinaus in den Jahren 1927 bis 1945 eng mit der von Rudolf Borch ins Leben gerufenen „Ostfälischen Familienkundlichen Kommission“ verbunden, für die er Schriften herausgab.

## Verschiedenes
Die Siegelsammlung von Paul Arnold Grun wird in der Niedersächsischen Staats- und Universitätsbibliothek Göttingen aufbewahrt. Digitalisate der Siegel sind im Sammlungsportal der Georg-August-Universität Göttingen verfügbar.